# Gert König

Gert König (2003)

Gert König (* 2. Oktober 1934 in Leipzig; † 27. März 2021) war ein deutscher Bauingenieur und Professor an der Universität Leipzig und der TH Darmstadt.

## Leben
Gert König studierte bis 1960 Bauingenieurwesen an der TH Darmstadt und promovierte 1966 dort bei Alfred Mehmel und Hubert Beck zum Thema Beitrag zur Berechnung aussteifender Bauteile von Skelettbauten. 1970 folgte die Habilitation zum Thema Zur Beurteilung der Sicherheit von Hängedächern aus Spannbeton.
In den Folgejahren arbeitete er für die Ingenieursozietät BGS (Beck-Gravert-Schneider) in Frankfurt am Main, bis er 1975 als Nachfolger von Beck, der im Alter von 45 Jahren gestorben war, die Leitung des Instituts für Massivbau an der TH Darmstadt übernahm. 1976 gründete er mit Michael Heunisch das Ingenieurbüro König und Heunisch in Frankfurt.
1995 kehrte er nach 20-jähriger Tätigkeit in Darmstadt nach Leipzig zurück, um an der Universität Leipzig das Institut für Massivbau und Baustofftechnologie aufzubauen. Ab 1997 war er Mitglied der Sächsischen Akademie der Wissenschaften zu Leipzig. In Leipzig wirkte er bis zu seiner Emeritierung 2002.

## Ehrungen
- 2001 mit der Emil-Mörsch-Denkmünze des Deutschen Beton-Vereins für seine besondere Leistungen auf dem Gebiet des Betonbaus ausgezeichnet.[4]
- 2002 Ehrenbürger der Universität Leipzig. Gert König ist die dritte Persönlichkeit, der die Würde eines Ehrenbürgers der Universität verliehen wurde.[5]
- 2002 Freyssinet-Medaille[6]
- 2004 wurde König durch die Technische Universität Darmstadt auf Antrag des Fachbereichs Bauingenieurwesen und Geodäsie die Ehrendoktorwürde in Anerkennung „seiner herausragenden wissenschaftlichen Leistungen auf dem Gebiet des konstruktiven Ingenieurbaus und seiner besonderen Verdienste in Forschung, Lehre und Weiterbildung“ verliehen.[7]

## Schriften
- Gert König, Nguyen Viet Tue, Gunter Schenck: Grundlagen des Stahlbetonbaus. 3., aktualisierte Auflage. Vieweg + Teubner, Wiesbaden 2008, ISBN 978-3-519-20216-5.
- Frank Dehn, Gert König, Gero Marzahn: Konstruktionswerkstoffe im Bauwesen. 1. Auflage. Ernst & Sohn, Berlin 2003, ISBN 978-3-433-01652-7.